# Agdistis meyi
Agdistis meyi is een vlinder uit de familie vedermotten (Pterophoridae). De wetenschappelijke naam van deze soort is voor het eerst geldig gepubliceerd in 2008 door Arenberger.
De soort komt voor in tropisch Afrika.